# Alforja
Alforja é um município da Espanha, na comarca do Baix Camp, província de Tarragona, comunidade autónoma da Catalunha. Tem 38,24 km² de área e em 2021 tinha 1 843 habitantes (densidade: 48,2 hab./km²). Limita com os municípios de L'Aleixar, Arbolí, Les Borges del Camp, Duesaigües, Maspujols, Pradell de la Teixeta, Vilaplana, Riudecols e Porrera.